# Crooked Island and Long Cay District
Crooked Island and Long Cay District är ett distrikt i Bahamas. Det ligger i den sydöstra delen av landet, 400 km sydost om huvudstaden Nassau. Crooked Island and Long Cay District ligger på öarna Crooked Island och Long Cay, ytterligar öar i distriktet är Samama Cays och Samana Cay.
Colonel Hill är ett samhälle i distriktet och flygplatsen är Colonel Hill Airport.
Savannklimat råder i trakten. Årsmedeltemperaturen i trakten är 24 °C. Den varmaste månaden är augusti, då medeltemperaturen är 27 °C, och den kallaste är december, med 24 °C. Genomsnittlig årsnederbörd är 1 044 millimeter. Den regnigaste månaden är oktober, med i genomsnitt 297 mm nederbörd, och den torraste är mars, med 10 mm nederbörd.